# Testbeszéd
A testbeszéd az ember érzelmi állapotának külső leképződése egy olyan gesztuson vagy mozdulaton keresztül, amely akár tudat alatt is rávilágít az adott személy aktuális érzelmeire. Például az a személy, aki fél, összefonja a karját, egyfajta bástyát létrehozva maga előtt. A test jelzéseiről és ezeknek a jelentőségeiről a legtöbb embernek fogalma sincsen, ámbár egy beszélgetés folyamán az üzenetek jó része a testbeszéd segítségével jut el a másik félhez. A testbeszéd megértéséhez egyszerre kell hallgatnunk, amit mond az alany, és közben figyelni a körülményeket, mivel csak így lehetséges megállapítani a tényeket.

## A kezdetek és kutatása
A testbeszéd már az állatvilágban is jelen van, tehát feltehetőleg az emberiséget is igen korai korszaktól fogva nyomon kísérte. Mégis, a manapság ismert testbeszéd-fogalom úttörői a némafilmek színészei voltak, hiszen hang hiányában a színészek teljesítménye attól függött, hogy a testükkel mennyire adekvátan voltak képesek kifejezni mondanivalójukat. Tudományos szempontból Charles Darwin 1872-es Az érzelmek kifejezése az embereknél és az állatnál című tanulmánya segítette elő a testbeszéd vizsgálatának elterjedését. 1950-ben Albert Mehrabian jutott arra a megállapításra, hogy az emberi kommunikáció mintegy 55 százaléka nem verbális úton megy végbe. A nem verbális kommunikáció területén belül Ray Birdwhistell hasonlóan becsülte meg ezt a számot, szerinte 65 százalék, tehát még inkább a közlés túlnyomó részét alkotja. Kereskedelmi megbeszélések és üzleti tárgyalások elemzése bizonyítja, hogy a tárgyalóasztalnál keltett benyomás 60-80 százalékát a testbeszéd határozza meg.

## A testbeszéd megítélésének kritériumai
A testbeszéd megítéléseinek kritériumainál mindenkinek saját magának kell eldöntenie, hogy mit tart fontosnak belőlük. Mindazonáltal néhány általánosabb kritérium segítséget nyújthat, hogy könnyebben lehessünk képesek a döntéshozatalra. Nagyon fontosnak vélt kritérium a becsületesség, őszinteség. Ez a kritérium azonban több veszélyt is rejt magában, mint például, hogy nem tudhatjuk teljességgel biztosan, hogy ki mennyire becsületes (esetlegesen szándékosan manipulál testbeszédével), továbbá saját magunk is szoktunk néha hazudni magunknak az a testbeszéd kiolvasásánál annak érdekében, hogy számunkra előnyös jelentést kaphassunk. Ebből kifolyólag a jelek értelmezésénél fennáll az a lehetőség, hogy torzított képet kapunk. Másik lényeges kritérium lehet az inkongruencia, vagyis az a jelenség, mikor a jelzések és a kimondott szavak ellentétben állnak egymással, vagy a jelzések és az általunk várt reakciók nem felelnek meg egymásnak. Az inkongruenciához sorolható még a diszkrepancia. Diszkrepanciának azt a jelenséget hívjuk, amikor minél jobban ismerünk valakit, annál jobban vagyunk képesek következtetni a várható jelzéseire, ám ha mégsem úgy cselekszik, ahogy mi feltételeznénk, akkor azt hisszük, hogy nem önmaga. Figyelni kell a spontaneitásra is, mint lehetséges kritériumra, hiszen minél spontánabb valami, annál kevésbé van átgondolva. Újabb lehetséges kritérium, amire nem árt ügyelni, a tréfálkozás, hiszen nem mindig értünk egy jelzésen azt, amit valójában jelent , ám ha valaki mégis komolyan veszi, az könnyen félreértéshez vezethet. Végezetül pedig önmagában egyetlen jelzés nem jelent semmit, vagy legalábbis nem vehető teljesen biztosnak. A testbeszéd és a verbális beszéd kölcsönösen függnek egymástól.

## Területei
Öt nagyobb területet lehet elkülöníteni a testbeszéden belül, mint vizsgálható területek az emberi testen. Ezek a testtartás, a mimika, a gesztusok, a távolság és a hanglejtés, avagy tónus. A testtartás magába foglalja mind a pillanatnyi testtartást, mind pedig azokat a mozdulatokat, amelyek befolyásolják, mint például a súlypont áthelyezése, vagy éppen az előre-hátra billegés. A mimika hatókörébe tartozik mindaz, ami az emberi arcon megfigyelhető, úgymint a kacsintás, a mosoly és természetesen a pszichoszomatikus jelenségek, mint az elpirulás. A gesztusokhoz soroljuk a karok mozdulatait, továbbá olyan cselekedeteket, amelyek a téma szempontjából jelentőséggel bírnak, mint például egy ajtó kinyitása. A távolság körébe a többi embertől tartott távolság értendő. Egy baráthoz példának okáért közelebb állunk meg, mint egy idegenhez. Természetesen ide tartozik a távolság változtatása is, mint például a hátrálás. Végezetül pedig a hanglejtés kategóriájába azok a jelenségek tartoznak, melyek a beszéd során lépnek fel, mint a hangerő vagy a beszéd dallama.

### A területekről bővebben
A testtartás, mint a testbeszéd lehetséges jelzésének értelmezésének esetében megfigyelhető, hogy minél nagyobb izommunkát végzünk valamilyen testtartás fenntartásához, az arányosan bizonytalanabb, illetve feszültebb lesz. Az az ember, aki ilyen állapotban van, képtelen lazán járni, ülni, állni, egyszóval a teste nem képes a nyugalmat sugározni. A testi és lelki folyamatok mindig egyensúlyban vannak, így a test csatornaként funkcionál az érzelmek közvetítésében. Például a mereven ülő emberek feltehetőleg egyfajta lelki görcsben is vannak az adott pillanatban.
A mimikába beleérthető minden olyan jelenség, amely az arcon megy végbe. Amíg a mimika és a kimondott szavaink kongruensek, addig nem szoktunk különösebb figyelmet fordítani a mimikák jelentésének. Ám, amikor erős inkongruencia lép fel, azt bárki képes észrevenni. A mimika többnyire nem manipulálható szánt szándékkal, hiszen arcizmainkon nem tudunk uralkodni, mégpedig azért, mert általában nem ismerjük elég jól az arcunkat –mint külső szemlélő-, hogy miként hat másokra. Azonban éppen ezért lehet mások mimikájából jó következtetéseket levonni, hiszen ők sem ismerik kellő mértékben saját arcuk mimikáját. Külön kell említeni a tekintetet, hiszen a szemmozgásnak, annak irányának és tartalmának a kommunikációban mindig jelző értéke van, amire az interakcióban részt vevő másik fél szükségszerűen felfigyel. Egyes kultúrákban nem volt szabad a nőnek a férfi szemébe nézni. Magyarul ezt úgy fejezzük ki, hogy szemérmesnek kellett lennie. A prostituált éppen azzal hívta fel magára a figyelmet, mintegy jelezve identitását, hogy kihívó, csábító pillantást intézett a másik félnek.
A gesztusok nagyon sokat képesek elárulni a szöveg információinak verbális tartalmáról. Főleg a szónokoknál lehet kiemelten fontos a gesztusok megfelelő használata, hiszen megerősíthetik vele mondanivalójukat, vagy helytelen alkalmazásuk esetén csökkenthetik a szöveg hitelességét.
Információt hordozhat, jelentést fejezhet ki az interakcióban lévő felek fizikai távolsága, valamint ennek a távolságnak a módosítása. Az embereket nem engedjük ugyanolyan közel magunkhoz, hiszen a hozzánk érzelmileg közel állók egészen közel beléphetnek személyes terünkbe, míg az idegeneket igyekszünk kívül tartani. Ahhoz, hogy a testbeszéd esetében a távolságokról beszélni lehessen, a tér zónákra van felosztva. Négy ilyen zónát különítünk el: intim zóna, személyi zóna, szociális zóna és nyilvánossági zóna.
A testbeszéd kutatói a kezdetekben a kommunikáció nem-verbális módját vizsgálva eleinte figyelmen kívül hagyták a szavakat. Csupán később állapították meg a tényt, hogy nagyon fontos, ahogy szavainkat kiejtjük, mint például a tónus, hiszen ez is hitelesítheti, vagy cáfolhatja a kommunikációban elhangzott információt. Vera F. Birkenbihl: Testbeszéd, Trivium kiadó, Budapest, 2001, 153-154. Éppen ezért a hangadás, avagy a paranyelv igen sokféle információt képes közölni, akár öntudatlanul, akár szándékosan. A paranyelvi jelenségek három csoportba oszthatók: Hangbéli jellemzők, hangbéli módosítók és hangbéli különállók.

## Veleszületett, örökletes vagy tanult?
A jelek arra mutatnak, hogy gesztusaink örökletesen meghatározottak, és nem tudunk rajtuk változtatni. Például kétféle módon is össze tudjuk fonni a karunkat, úgy, hogy a jobb kar van felül és úgy is, hogy a bal kar kerül a jobb fölé. Azonban mindannyiunk számára az egyik pozíció a berögzültebb, az akaratlan, míg a másik kényelmetlen, rossz.

## Kulturális különbségek a testbeszédben
Mindezek mellett léteznek úgynevezett univerzális gesztusok is, mint például a megvont váll, amikor tanácstalanok vagyunk. Kultúránként más-más a szokás, éppen ezért korántsem biztos, hogy egyes kultúrákban ugyanaz a gesztus ugyanazt is jelenti. A kultúra alapjai viszont általában mindenütt azonosak, így a mimika és a mosoly különböző megjelenései mindenütt univerzálisan ugyanazt jelentik. Ezt többek között Paul Ekman bizonyította Új-Guinea területein végzett kísérleteivel. A mimika emberrel való veleszületettségét pedig Linda Camras kutatta japán és amerikai gyermekek mimikai reakcióit vizsgálva az Oster és Rosenstein által kidolgozott módszerrel. A kísérletek egyértelműen mutatták, hogy a japán, valamint az amerikai gyermekek is ugyanazokat a mimikai reakciókat produkálják adott helyzetekben. A legtöbb sajátosnak mondható helyi jelzés leginkább az arab országokra, Japánra és Ázsia bizonyos részeire jellemző.

## Alkalmazási lehetőségek
A testbeszéd olvasása a mindennapokban több helyen is alkalmazható. A pókerjátékosok szinte állandó jelleggel alkalmazzák a játszmáik megnyerésénél, ám ugyanúgy jelen lehet a szerelmi életben, a gyermeknevelésben, valamint az üzleti életben is